# 松柏乡
松柏乡是中国山东省日照市五莲县下辖的一个乡。

## 行政区划
松柏乡下辖松柏村、钱家庄子村、于家沟村、北山前村、东白庙村、西白庙村、墙夼村、张家峪村、李家峪村、香店村、前乌金沟村、后乌金沟村、王家洼子村、娄家洼子村、房家洼子村、三关村、前长城岭村、后长城岭村、驼石沟村、陈家峪村、李家店子村、张榜沟村、王家口子村、窦家台子村、贺家店子村、韩家口子村、潘家庄村、小潘家庄村、刘家南山村、陆家沟村、鞠家西崖村、前苇场村、后苇场村、金牛岭村、宣王沟村、靴石村、毛家河村。